# Щербатов, Николай Александрович
Князь Николай Александрович Щербатов (1800—1863) — тайный советник, московский гражданский губернатор, генерал-майор.
Сын статского советника князя Александра Александровича Щербатова (1766—1834) и его первой жены Марии Петровны Булгаковой (1770—1800).

## Биография
Родился 10 (22) марта 1800 года в Москве. В военную службу вступил подпрапорщиком (19 января 1818 года) в лейб-гвардии Семёновский полк. Переведён в Троицкий пехотный полк (24 декабря 1820 года), произведён в прапорщики (22 января 1821 года), подпоручики (21 июня 1821 года).
Переведён в Северский конно-егерский полк (16 декабря 1824 года), получил чин поручика (13 апреля 1826 года). Назначен адъютантом Московского генерал-губернатора генерала от кавалерии князя Голицына (4 июня 1827 года). Переведён в лейб-гвардии Уланский полк с оставлением при прежней должности (13 января 1828 года).
В начале 1831 года временно переведён адъютантом к графу Палену, состоя при котором принял участие в подавлении польского восстания. За отличие в сражении при Остроленке награждён орденом св. Владимира 4-й степени с бантом.
По возвращении в Москву, вновь состоял при князе Голицыне, 25 июня 1831 года получил чин штабс-ротмистра. В 1841 году отчислен от полка с назначением состоять по кавалерии. Состоя в чине полковника, 12 января 1846 года за беспорочную выслугу 25 лет в офицерских чинах награждён орденом св. Георгия 4-й степени (№ 7421 по кавалерскому списку Григоровича — Степанова).
7 декабря 1849 года вышел в отставку с чином генерал-майор и избран Московским уездным предводителем дворянства. В 1854 году переименован в действительные статские советники. В чине тайного советника был Московским гражданским губернатором (1857 год). По воспоминаниям современника, Щербатов был добрейшим и прекраснейшим человеком, он отличался благородством и безукоризненной честностью, а его дом, был одним из самых приятных и особенно любимых в Москве, где царила полная свобода и непринужденность.
Вышел в отставку в 1859 году. Скончался (5 (17) февраля 1863), похоронен в Спасо-Андрониевом монастыре.

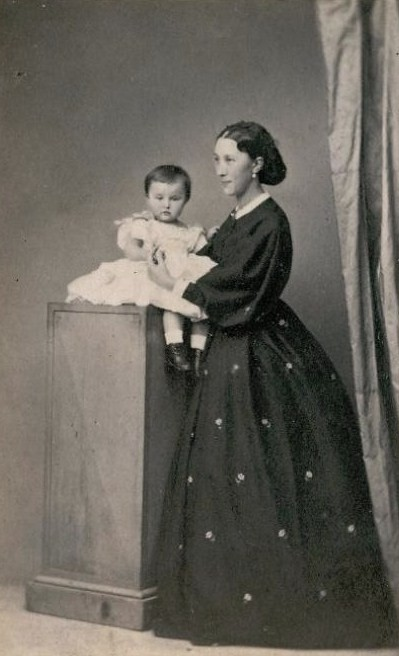
Графиня Варвара Гудович

## Семья
Жена — княжна Зинаида Павловна Голицына (05.02.1813—1866), старшая дочь князя Павла Алексеевича Голицына (1782—1849) от его брака с Варварой Сергеевной Кагульской (1794—1875), незаконной дочерью графа Сергея Петровича Румянцева (1755—1838) и Анастасии Николаевны Нелединской-Мелецкой (1764—1803). Крещена 16 февраля 1813 года в Симеоновской церкви в Петербурге, крестница графа С. П. Румянцева и графини В. Н. Головиной. По отзыву современника, княгиня Зинаида Голицына была «дамой важной и казалась неприступной». В браке имела дочерей:
- Варвара Николаевна (1834—1882), замужем за гвардии полковником графом Василием Васильевичем Гудовичем (1819—1886), их сын Александр (1869—1919) и дочь Екатерина (1868—1948), замужем за Фёдором Алексеевичем Уваровым (1866—1954). Похоронена в Троице-Сергиевой лавре.
- Мария Николаевна (1836—04.01.1909[7]), девица, отличалась редким умом и остроумием.
- Александра Николаевна (15.01.1839[8]— ?), крестница  С. И. Лесовского и графини Е. А. Апраксиной.
- Ольга Николаевна (31.05.1845[9]—06.01.1847), крестница деда князя П. А. Голицына и тетки О. П. Чичериной, похоронена в с. Троицкое-Кайнарджи.
- Зинаида Николаевна (15.08.1849[10]— ?), крестница деда князя П. А. Голицына и бабки княгини В. С. Голицыной.